# Rado Likar
Rado Likar, slovenski politik in ekonomist, * 21. april 1959.

## Življenjepis

### Državni zbor
2008-2011
V času 5. državnega zbora Republike Slovenije, član Slovenske demokratske stranke, je bil član naslednjih delovnih teles:
- Odbor za kmetijstvo, gozdarstvo in prehrano (član)
- Odbor za finance in monetarno politiko (podpredsednik)
- Komisija za nadzor javnih financ (član)

Na državnozborskih volitvah leta 2011 je kandidiral na listi SDS.